# Тиндалл, Джейсон
Джейсон Джеймс Тиндалл (англ. Jason James Tindall; род. 15 ноября 1977, Майл-Энд, Большой Лондон) — английский футбольный тренер и бывший игрок, который в настоящее время является помощником менеджера «Ньюкасл Юнайтед» .

## Карьера
На протяжении игровой карьеры Тиндалл провел большую часть своей карьеры в «Борнмуте», сыграв за клуб более 170 матчей. Некоторое время он руководил «Уэймутом», прежде чем вернуться в «Борнмут» в качестве помощника главного тренера. Работая вместе с бывшим товарищем по команде Эдди Хау, Тиндалл помог «Борнмуту» подняться из второй лиги в премьер-лигу, в которой они выиграли три повышения за шесть сезонов.
После того, как «Борнмут» вылетел из Премьер-лиги в 2020 году, Хау покинул клуб, а Тиндалл был назначен главным тренером. Он оставался на этой должности в течение шести месяцев, прежде чем был уволен в феврале 2021 года после неудачных результатов. После непродолжительной работы тренером в «Шеффилд Юнайтед» Тиндалл воссоединился с Хоу в качестве своего помощника в ноябре 2021 года после назначения Хоу главным тренером «Ньюкасл Юнайтед».